# 中村站 (朝鮮)
中村站（韓語：중촌역）是朝鮮民主主義人民共和國咸鏡南道虛川郡中村里的一個鐵路車站，属于虛川線。

## 邻近车站
虛川線
上農站 - 中村站 - 農村站